# Moissannes
Moissannes település Franciaországban, Haute-Vienne megyében. Lakosainak száma 328 fő (2022. január 1.). Moissannes Sauviat-sur-Vige, Le Châtenet-en-Dognon, Auriat, Champnétery és Saint-Léonard-de-Noblat községekkel határos.

## Népesség
A település népességének változása:
| Lakosok száma | 391  | 401  | 397  | 360  | 340  | 337  | 332  | 328  | 328  |
|               | 2013 | 2015 | 2016 | 2017 | 2018 | 2019 | 2020 | 2021 | 2022 |